# Mava Chou
Pour les articles homonymes, voir Chou et Frossard.
Maëva Frossard, ou Maëva Czajczynski durant son mariage, plus connue sous le pseudonyme Mava Chou (également typographié MavaChou), est une influenceuse franco-suisse, née le 11 décembre 1989 et morte le 22 décembre 2021 à Pallegney (Vosges).
Sa mort, à l'âge de 32 ans, provoque de nombreuses réactions dans les médias et sur les réseaux sociaux, en raison du harcèlement moral et du cyberharcèlement qu'elle subissait depuis des années. Au moment de sa mort en décembre 2021, Mava Chou compte 151 000 abonnés sur YouTube, 90 000 sur Instagram et 38 000 sur Facebook.

## Biographie

### Enfance et débuts
Originaire de Genève, Maëva Frossard naît le 11 décembre 1989.
Mariée à Adrien Czajczynski, qu'elle rencontre à l'âge de 15 ans, elle a quatre enfants avec lui, auxquels s'ajoute un cinquième qu'elle perd à cinq mois de grossesse. À ce sujet, elle se présente elle-même comme étant « maman de cinq enfants » : « 4 sont avec moi sur terre et 1 nous regarde depuis le ciel ». Le couple vit longtemps dans une maison à Batilly, en Meurthe-et-Moselle, et y crée une entreprise de marketing et d'information.

### Carrière
Influenceuse sur plusieurs réseaux sociaux à partir de 2015, et présente sur YouTube dès 2013, elle dépasse notamment les 100 000 abonnés en 2018 sur sa chaîne YouTube, dans un premier temps intitulée Mavachou, une maman sans tabou. Elle connaît également une popularité grâce à son passage en 2018 dans l'émission On a échangé nos mamans sur TFX, où elle se présente comme une mère « stricte et ultra-connectée ». Son succès s'explique notamment par son franc-parler et son humour.
En 2018, après avoir eu connaissance du manque de moyens dans un orphelinat ukrainien, elle et son mari créent Pour un petit sourire, une association caritative aidant les orphelinats. En 2019, des internautes les accusent abusivement d'avoir détourné de l'argent récolté au profit de l'association.
En janvier 2019, elle et son mari divorcent, mais continuent de vivre dans la même résidence, avec leurs enfants, jusqu'au début de l'année 2020. En mai 2020, elle s'installe dans les Vosges avec un nouveau conjoint alors que les relations se tendent avec son ex-mari, entre autres pour la garde des enfants. En février 2021, elle annonce qu'elle a déposé plusieurs plaintes pour usurpation d'identité, cyberharcèlement et propos pornographiques exprimés sur Twitter à propos d'elle-même et de sa fille aînée. En mars 2021, Le Parisien publie un reportage sur la « campagne de harcèlement » dont elle et sa famille sont les victimes,. Parmi les faits de harcèlement dont sa famille est la cible, figurent des appels anonymes à l’école de ses enfants et l'espionnage de son domicile par des internautes, dont une photographie de son garage et d'un véhicule postée sur Internet  Adrien Czajczynski, son ex conjoint, l'accuse également de maltraitance envers leurs enfants. Mava Chou prend alors du recul vis-à-vis des réseaux sociaux,.Cette vague de harcèlement est alimentée en grande partie par des membres du forum 18-25 du site Jeuxvideo.com.

### Mort
Elle décède le 22 décembre 2021, peu après avoir eu 32 ans,. Son décès est annoncé sur sa page Facebook par une amie qui « demande de respecter sa famille en ne cherchant pas à en savoir plus » concernant les circonstances. La cause — un suicide, — n'est pas immédiatement dévoilée.
Son décès provoque de nombreuses réactions concernant le harcèlement dans les médias et sur les réseaux sociaux. L'avocat de Maëva Frossard, Stéphane Giuranna, révèle que cinq plaintes ont été déposées à ce sujet par elle et son conjoint depuis mai 2020, contre son ex-mari et contre X,. La dernière plainte, pour harcèlement moral et provocation au suicide, part le jour même de sa mort,. Aucune des plaintes précédentes n'a abouti. En réclamant une réaction des autorités, Stéphane Giuranna estime que sa mort « s'apparente à un homicide des temps modernes », car, selon lui, « vous pouvez tuer quelqu'un avec quelques paroles, des fausses informations et du harcèlement ». L'influenceur Jeremstar explique pour sa part que Mava Chou était régulièrement « victime de harcèlement en meute sur les réseaux sociaux et au cœur de polémiques incessantes » depuis 2015, soulignant qu'« elle ne supportait plus la haine permanente qu'elle recevait et déplorait que les institutions judiciaires soient aussi lentes ». En réaction, une autre influenceuse, Emma CakeCup, partage certains messages qu'elle a également reçus, accompagnés de la phrase « le harcèlement tue ».
Adrien Czajczynski s'exprime publiquement quatre jours après sa mort, dénonçant lui aussi les harcèlements, dont il dit avoir également été victime, et réfute toute accusation à son encontre.
Après sa mort, une enquête est ouverte par le parquet d'Épinal pour « harcèlement moral ayant poussé au suicide ». Le 9 janvier 2022, sur demande de la famille de Mava Chou, l'émission Sept à huit, sur TF1, diffuse un reportage incluant une interview d'elle tournée le 7 décembre 2021. Son témoignage et celui de son compagnon, Romain, expliquent que la situation qu'elle vivait l'avait poussée à pratiquer l'automutilation sur ses avant-bras et à faire plusieurs tentatives de suicide, pour la première fois durant l'automne 2020 puis à deux autres reprises au printemps et en été en 2021. Adrien Czajczynski et sa nouvelle épouse Laura sont mis en examen le 27 février 2024.